# Piet van Moock
Pieter (Piet) Jacobus van Moock (Amsterdam, 10 maart 1915 -  aldaar, 25 augustus 1988) was een Nederlands filmproducent, regisseur en cameraman. Hij was oprichter van NV Forum Filmproducties. Van Moock is vooral bekend geworden als producent van documentairefilms en van films van Bert Haanstra.

## Biografie
Piet van Moock was van oorsprong muziekleraar. Hij werd in 1945 directeur van theater Cultura in Amsterdam, het voormalig Thalia theater aan Tolstraat 160. Dit was voornamelijk een theater voor cabaret en kleinkunst maar werd vanaf 29 maart 1946 geëxploiteerd als filmtheater. De directie bestond uit Van Moock en Wim Hulshoff Pol, de directeur van Filmtheater de Uitkijk. Van Moock zat van 1948 tot 1953 ook in de directie van De Uitkijk. Daarnaast had Van Moock een tijdlang de leiding over het distributiebedrijfje Centraal Bureau voor Ligafilms. Dit bedrijf was voortgekomen uit De Nederlandsche Filmliga (1927-1933). 
Eind jaren veertig richtte Van Moock de Nederlandse Filmmaatschappij NV "Forum" op (NV Forum Filmproducties). In 1948 produceerde hij samen met de Franse Filmmaatschappij Societé d'Artisans d'Art du Cinema de kleurenfilm Delft, geregisseerd door Van Moock met Francis Hubby en Lucien Rigaux en met camerawerk van André Dantan en F.H. Meuwissen. Het was een film over Nederlandse schilders in de zeventiende eeuw. Het werk van Van Moock was sterk beïnvloed door De Nederlandse Filmliga. In 1952 produceerde hij de korte muziekfilm Slaet op den trommelen van voormalig Filmliga-bestuurslid Mannus Franken. Deze film werd gemaakt in opdracht van de Stichting voor de culturele samenwerking tussen Nederland, Indonesië, Suriname en de Nederlandse Antillen. NV Forum Filmproducties werd opgeheven in 1967.
Rond 1950 werd Van Moock het middelpunt van een groepje aankomende filmers, waartoe in wisselende samenstelling Ytzen Brusse, Eddy van der Enden, Bert Haanstra, Peter Staugaard, Fred Tammes en Wim van der Velde behoorden. Van Moocks woning aan de Amsterdamse Quellijnstraat en zijn productiekantoortje in een tuinhuis achter een pand op de Herengracht werden vaste ontmoetingsplaatsen. Piet van Moock, die zelf nog maar kort in de filmwereld zat, werd de mentor van Bert Haanstra. In 1950 gaf Van Moock aan Haanstra de gelegenheid om een film te maken over een onderwerp naar eigen keuze. Het werd de succesvolle film Spiegel van Holland, die in 1951 de Grand Prix du Court Métrage won op het Filmfestival van Cannes. Hoewel Haanstra en Van Moock nog bij enkele producties samenwerkten, was er vaak onenigheid tussen hen, wat uiteindelijk aan het einde van de jaren vijftig leidde tot een breuk.
Naast Spiegel van Holland kregen ook andere producties van Van Moock filmprijzen. De lage landen van George Sluizer kreeg de Zilveren Beer in het Filmfestival van Berlijn, evenals De werkelijkheid van Karel Appel van Jan Vrijman. De laatstgenoemde documentaire won daarnaast tal van andere internationale filmprijzen.
Naast filmmaker was Van Moock leraar en onderdirecteur van de Nederlandse Filmacademie en bestuurslid van de Nederlandse Beroepsvereniging van Film- en Televisiemakers (NBF).

## Privé
Van Moock was vanaf 4 december 1940 gehuwd met Maria Antonia Volkers (1913-2003). Zij waren de ouders van beeldend kunstenaar Pyotr van Moock (1950-2022).

## Filmografie
Producties van Piet van Moock
- Delft, stad van Vermeer (1948), regie Francis Hubby, Lucien Rigaux en Piet van Moock
- Boer Pietersen schoot in de roos (1949), regie Ytzen Brusse
- Spiegel van Holland (1950), regie Bert Haanstra
- Hallo, hallo, hier R.P. 10 (1950), regie Peter Staugaard
- Nederlandse Beeldhouwkunst tijdens de late Middeleeuwen (1951), regie Bert Haanstra en Hans Sibbelee
- Panta Rhei (1952), regie Bert Haanstra
- Dijkbouw (1952), regie Bert Haanstra
- Slaet op den trommelen (1952), regie Mannus Franken
- Volle Kracht..!/De fabricage van Stork-Ricardo Dieselmotoren (1955), uitvoerend producent Bert Haanstra
- Tros (1956), regie Wim van der Velde
- Harmonie in industrie (1959), regie Piet van Moock
- De lage landen (1961), regie George Sluizer
- De werkelijkheid van Karel Appel (1962), regie Jan Vrijman
- Liever in Leeuwarden (1962), regie Piet van Moock
- Poort van Europa (1962), regie Ytzen Brusse
- Spelen in het donker - De dichter Pierre Kemp (1967), regie Corinne du Mée-van Moorselaar

Films gemaakt onder productieleiding van Piet van Moock
- Fanfare (1958), regie Bert Haanstra
- De zaak M.P. (1960), regie Bert Haanstra
- Rififi in Amsterdam (1962), regie Giovanni Korporaal (ook bekend als John Korporaal)

In 1963 filmde Van Moock een interview met Gerrit Rietveld. Van deze film is de geluidsband helaas verloren gegaan.